# Lusanda taurus
Lusanda taurus är en insektsart som beskrevs av Oshanin 1870. Lusanda taurus ingår i släktet Lusanda och familjen sköldstritar. Inga underarter finns listade i Catalogue of Life.